# Đường Nguyễn Trãi, Thành phố Hồ Chí Minh

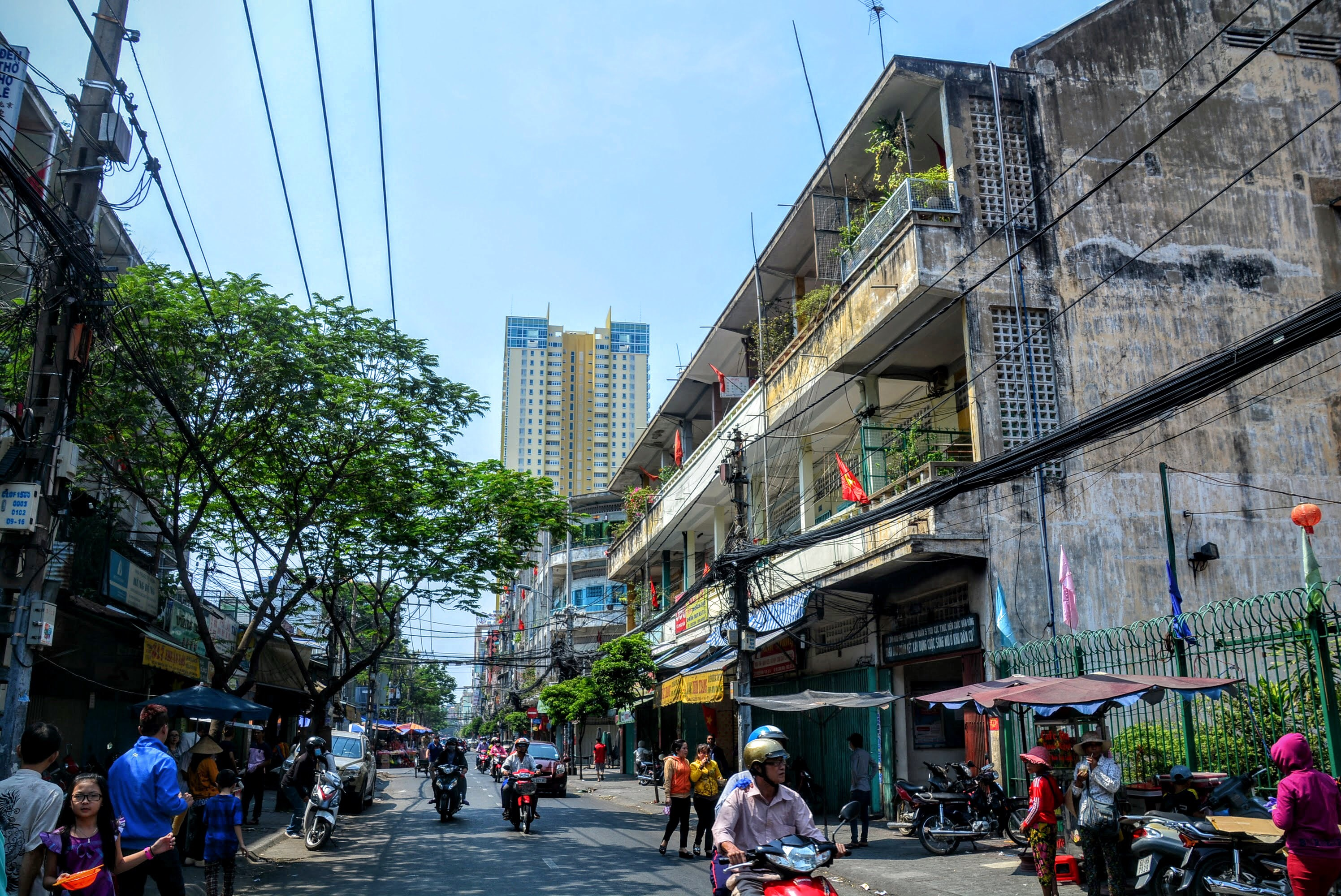
Đường Nguyễn Trãi đoạn thuộc Phường 14, Quận 5

Đường Nguyễn Trãi là một tuyến đường tại Thành phố Hồ Chí Minh, nối từ nút giao đường Hồng Bàng – Nguyễn Thị Nhỏ (giáp ranh Quận 5 và Quận 11) đến ngã sáu Phù Đổng (Quận 1). Con đường này được mệnh danh là "phố thời trang" của Sài Gòn, với hàng trăm cơ sở kinh doanh các loại mặt hàng từ giày dép, quần áo, túi xách, nón, mắt kính...

## Vị trí

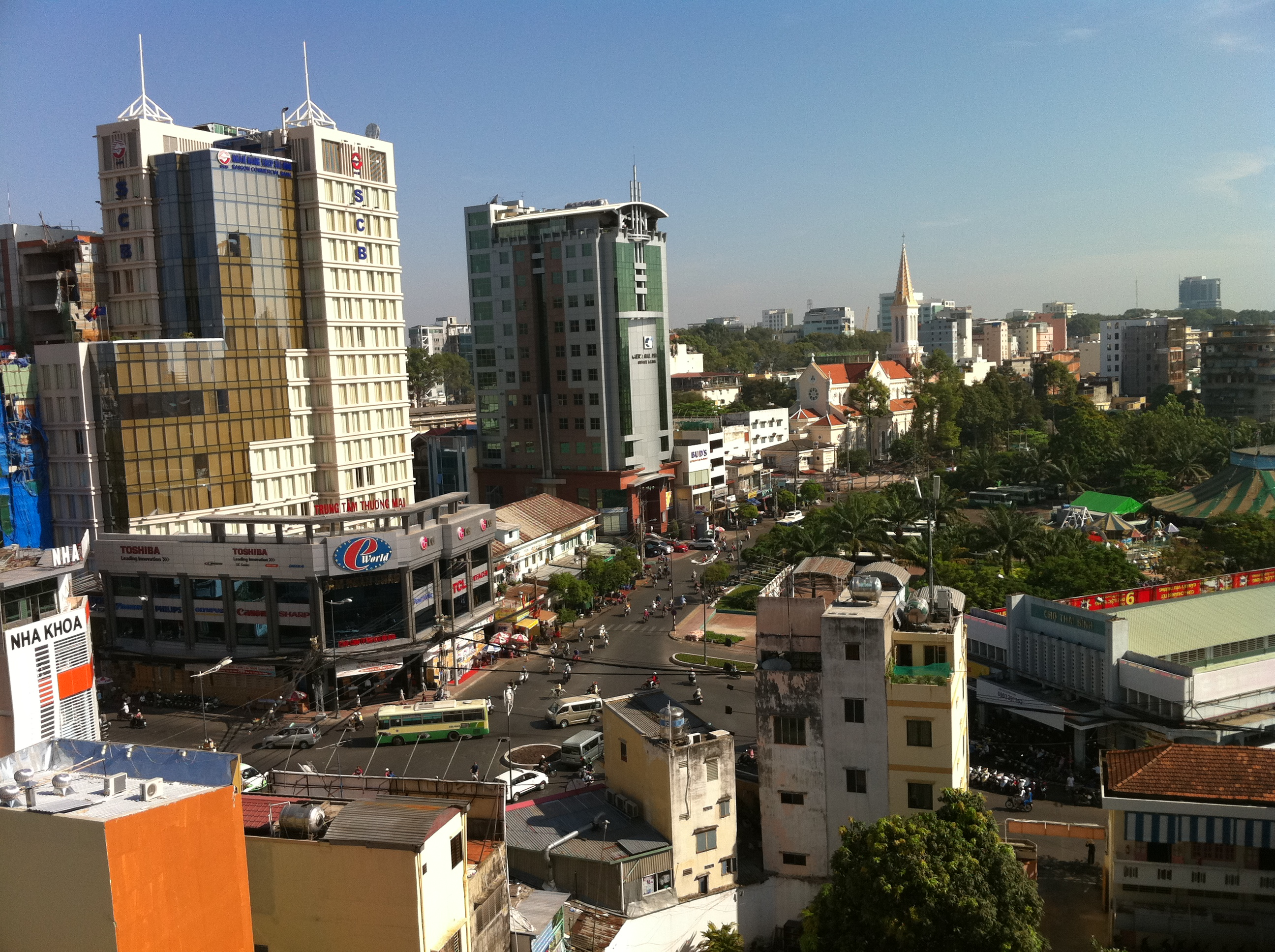
Vòng xoay nơi giao nhau giữa các tuyến đường Nguyễn Trãi, Cống Quỳnh và Phạm Ngũ Lão

Tuyến đường này bắt đầu từ nút giao đường Hồng Bàng – Nguyễn Thị Nhỏ, đi về hướng đông cắt qua các tuyến đường lớn như: Châu Văn Liêm, Nguyễn Tri Phương, Trần Phú, Lê Hồng Phong trên địa bàn Quận 5 đến đường Nguyễn Văn Cừ (ranh giới Quận 5 và Quận 1) rồi tiếp tục đi theo hướng đông bắc qua rìa phía tây của công viên 23 tháng 9 và kết thúc tại ngã sáu Phù Đổng (vòng xoay giao thông nơi giao nhau của 6 tuyến đường: Cách Mạng Tháng Tám, Lý Tự Trọng, Phạm Hồng Thái, Nguyễn Thị Nghĩa, Nguyễn Trãi và Lê Thị Riêng).

## Lịch sử
Đường Nguyễn Trãi một trong những con đường lâu đời nhất vùng đất Sài Gòn – Gia Định. Xưa đây là một đoạn của con đường thiên lý từ cổng thành Bát Quái đi qua vùng Đề Ngạn (Chợ Lớn) rồi đi về miền Tây Nam Bộ. Đến thời Pháp thuộc, con đường này gồm hai đoạn, đoạn thứ nhất từ ngã sáu về đến ranh thành phố Chợ Lớn (đường Nguyễn Văn Cừ ngày nay) được gọi là route haute de Saigon à Cholon (đường Sài Gòn – Chợ Lớn trên) để phân biệt với con đường chạy dọc theo rạch Bến Nghé là route basse de Saigon à Cholon (đường Sài Gòn – Chợ Lớn dưới, nay là đại lộ Võ Văn Kiệt). Đoạn còn lại từ đường Ngô Quyền đến đường Nguyễn Thị Nhỏ là đường đô thị thuộc thành phố Chợ Lớn với tên gọi đường Cây Mai. Đến năm 1922, đoạn đường từ ngã sáu đến đường Nguyễn Văn Cừ được đặt tên là đường Frère Louis và đoạn từ đường Nguyễn Văn Cừ đến đường Ngô Quyền (được làm từ thập niên 1910) được đặt tên là đường Maréchal Joffre.
Năm 1950, chính quyền Quốc gia Việt Nam đổi tên đoạn đường từ đường Nguyễn Văn Cừ đến đường Ngô Quyền ngày nay thành đường Quang Trung, năm 1952 lại đổi đường Cây Mai thành đường Hartmann. Tuy nhiên sau đó hai con đường Hartmann và Quang Trung được nhập lại thành đường Quang Trung. Năm 1955, chính quyền Việt Nam Cộng hòa đổi tên đường Frère Louis thành đường Võ Tánh và đường Quang Trung thành đường Nguyễn Trãi. Năm 1975, chính quyền Cộng hòa Miền Nam Việt Nam nhập hai con đường Nguyễn Trãi và Võ Tánh thành đường Nguyễn Trãi như hiện nay.

## Di tích
Khu vực Chợ Lớn, Quận 5 ngày nay vẫn còn tồn tại nhiều hội quán của người Hoa với kiến trúc cổ độc đáo, trong đó đường Nguyễn Trãi có hai hội quán nổi tiếng là hội quán Tuệ Thành (Chùa Bà Thiên Hậu) và hội quán Nghĩa An (còn gọi là Chùa Ông hay Miếu Quan Đế).

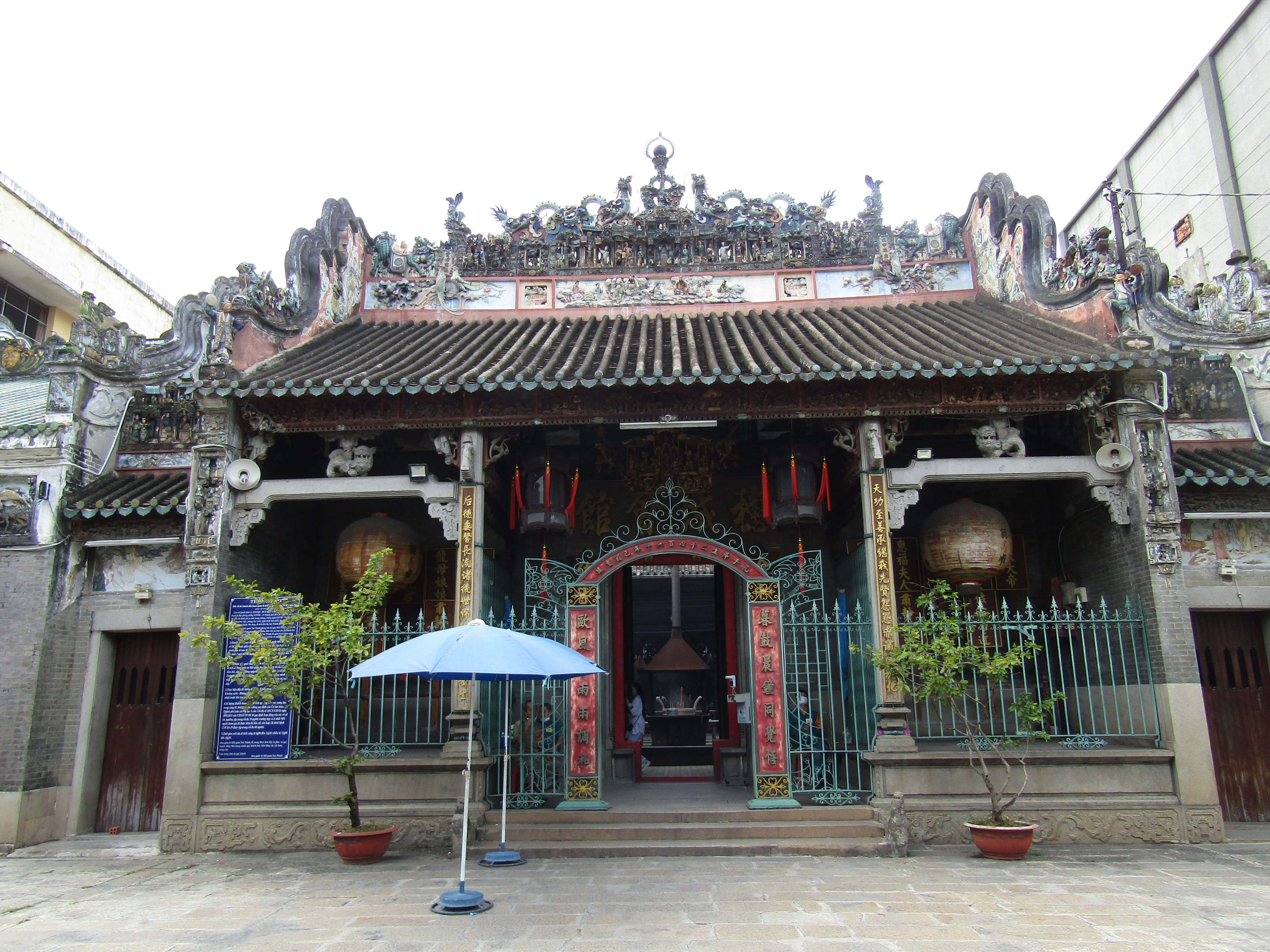
Hội quán Tuệ Thành
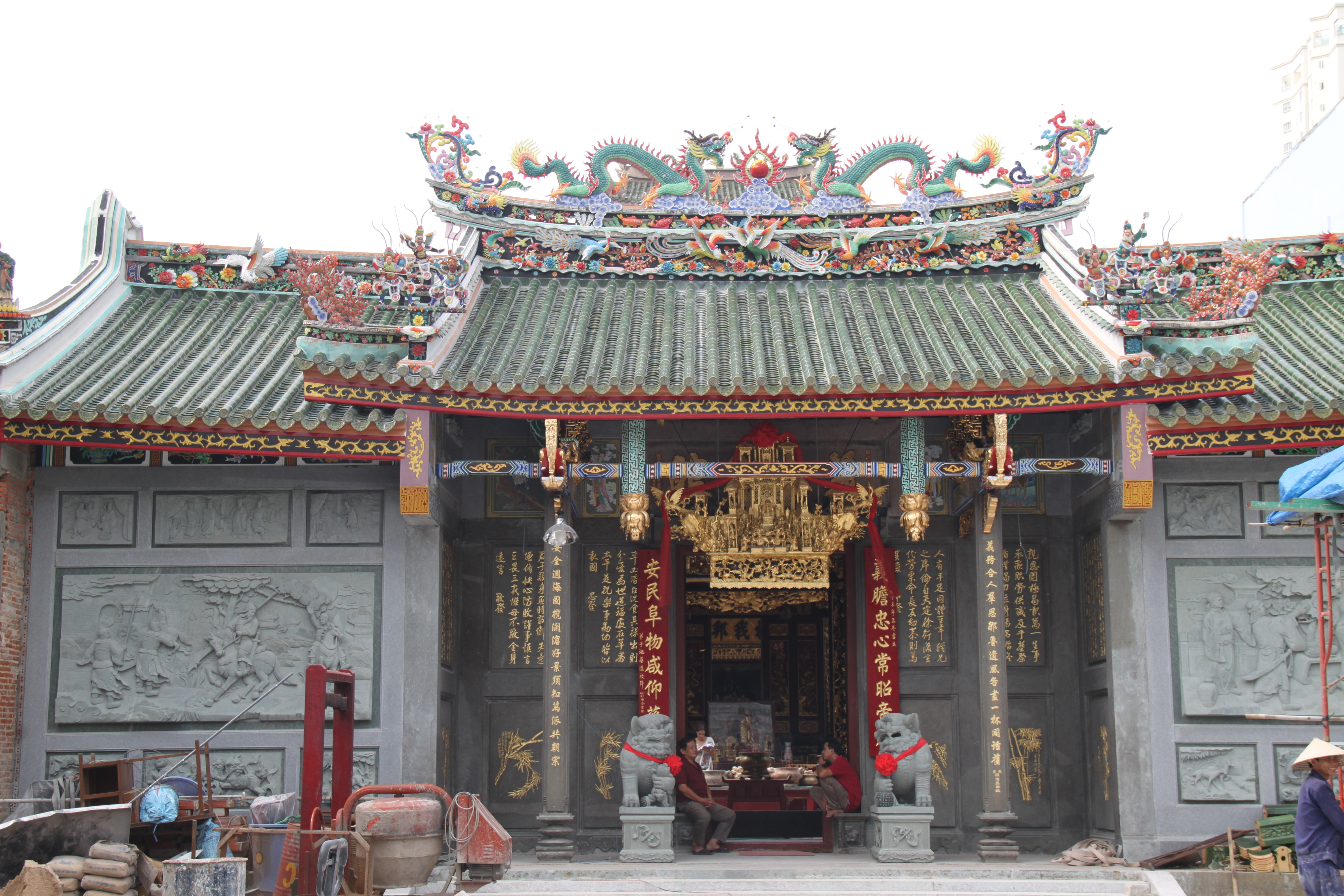
Hội quán Nghĩa An

## Cơ sở giáo dục
Đường Nguyễn Trãi tại Thành phố Hồ Chí Minh là nơi tập trung nhiều cơ sở giáo dục quan trọng, bao gồm:
Trường ĐH Hùng Vương TP.HCM: tọa lạc tại số 736 Nguyễn Trãi, Phường 11, Quận 5, trường cung cấp đa dạng các chương trình đào tạo đại học và sau đại học.
Trường ĐH Sư phạm Thể dục Thể thao TP.HCM: nằm ở số 639 Nguyễn Trãi, Phường 11, Quận 5, trường chuyên đào tạo giáo viên và huấn luyện viên trong lĩnh vực thể dục thể thao.
Trường Mầm non Ngôi Nhà Tư Duy: địa chỉ tại số 627B Nguyễn Trãi, Phường 11, Quận 5, trường mầm non này áp dụng các phương pháp giáo dục hiện đại, tạo môi trường học tập sáng tạo cho trẻ em.
Sự hiện diện của các cơ sở giáo dục này góp phần quan trọng vào việc phát triển giáo dục và đào tạo nhân lực cho khu vực.

## Giải trí
Đường Nguyễn Trãi tại Thành phố Hồ Chí Minh còn được biết đến như một “Phố thời trang” sầm uất. Với chiều dài gần 2 km, đoạn từ đường Nguyễn Văn Cừ đến giao lộ Trần Phú - Nguyễn Duy Dương, con đường này tập trung hơn 200 cửa hàng kinh doanh đa dạng các mặt hàng thời trang như quần áo, giày dép, túi xách, nón và mắt kính. Phố thời trang Nguyễn Trãi hoạt động nhộn nhịp nhất từ 16h đến 23h hàng ngày, thu hút đông đảo người dân và du khách đến mua sắm và tham quan.

## Giao thông công cộng
Đường Nguyễn Trãi là tuyến đường quan trọng kết nối Quận 1 và Quận 5, do đó có nhiều tuyến xe buýt hoạt động để phục vụ nhu cầu đi lại của người dân. Các tuyến xe buýt chính đi qua đường Nguyễn Trãi bao gồm:
- Tuyến 06: Bến xe buýt Chợ Lớn – Đại học Nông Lâm
- Tuyến 38: Khu dân cư Tân Quy – Bến Thành – Đầm Sen
- Tuyến 45: Đại học Kinh tế – Bến Thành – Bến xe Miền Đông
- Tuyến 56: Bến xe buýt Chợ Lớn – Bến xe Miền Đông mới
- Tuyến 68: Bến xe buýt Chợ Lớn – Đại học Tài chính – Marketing[13]

Các tuyến xe buýt này giúp kết nối đường Nguyễn Trãi với nhiều khu vực khác trong thành phố, tạo điều kiện thuận lợi cho việc di chuyển của người dân và du khách.